# Jean-Baptiste Philibert Willaumez
Jean-Baptiste Philibert Willaumez, född den 7 augusti 1763 i Le Palais på ön Belle-Île, död den 17 maj 1845 i Suresnes, var en fransk sjömilitär. 
Willaumez började sin bana som skeppsgosse och visade sig duglig, men kunde som ofrälse inte vinna officersbefordran förrän efter revolutionens utbrott 1789. Han avancerade därefter raskt – 1804 blev han konteramiral – allt under det han deltog i alla viktigare sjöexpeditioner under republiken och kejsardömet. År 1819 utnämndes han till viceamiral och 1837 till pär. Willaumez författade en Dictionnaire de marine (1820–31). En adoptivson till Willaumez var amiralen Louis Édouard Bouët-Willaumez.